# Hypoleria umbraticola
Hypoleria umbraticola är en fjärilsart som beskrevs av Ferreira d'almeida 1922. Hypoleria umbraticola ingår i släktet Hypoleria och familjen praktfjärilar. Inga underarter finns listade i Catalogue of Life.